# California State Route 2
California State Route 2 - droga stanowa w stanie Kalifornia, w Stanach Zjednoczonych. Jej bieg rozpoczyna się przy skrzyżowaniu z autostradą międzystanową nr 10 w Santa Monica, natomiast kończy się przy skrzyżowaniu z California State Route 138, na wschód od Wrightwood. Pokrywa się częściowo z bulwarem Santa Monica Boulevard.